# Misericórdia (Lisboa)
Misericórdia es una freguesia portuguesa del municipio de Lisboa, distrito de Lisboa.

## Historia
Fue creada el 8 de noviembre de 2012 en aplicación de una resolución de la Asamblea de la República de Portugal con la unión de las freguesias de Encarnação, Mercês, Santa Catarina y São Paulo.

## Demografía
| Gráfica de evolución demográfica de Misericórdia entre 2011 y 2021 |
|                                                                    |
| Datos según el nomenclátor publicado por el INE portugués.         |